# Richard Franck (Industrieller)
Richard Franck (* 21. Juni 1871 in Ludwigsburg; † 18. April 1931 in Berlin) war ein deutscher Großindustrieller. Er war Inhaber des Kaffee-Unternehmens Heinrich Franck Söhne und Gründer der Bibliothek und des Kriegsmuseums Weltkriegsbücherei.
Sein Unternehmen wurde 1828 gegründet und stieg zum weltgrößten Hersteller von Ersatzkaffee aus Zichorien mit 27 Werken in elf Staaten auf.
Im Mai 1924 erhielt er im Stuttgarter Schloss Rosenstein die Ehrendoktorwürde des Rechts für die Schaffung der Weltkriegsbücherei, mit der er versuchte, das gesamte in- und ausländische Schrifttum über den Ersten Weltkrieg zu sammeln.
Im September 1923 gab Franck ein Darlehen von 60.000 Schweizer Franken an Adolf Hitler. Am 17. Januar 1942 äußerte Hitler darüber bei einem Tischgespräch in der Wolfsschanze: „ohne die Bekanntschaft mit Richard Franck, dem Korn-Franck, hätte ich den Beobachter nicht durchbringen können 1923.“